# Список политических партий Мавритании
Эта статья является списком политических партий в Мавритании.
До 2005 года, Мавритания была страной, где основную роль отыгрывала Демократическая Социальная Республиканская партия, однако на данный момент основную роль отыгрывает Республиканская Партия за Республику и Возрождение. Оппозиционные политические партии, формально были разрешены, однако не имели реальной возможности получить власть. После государственного переворота в 2005 году, переходное правительство приняло решение о либерализации политического режима, что было поддержано западными странами и после выборов передала власть Национальной Ассамблеи за развитие и демократию. В 2008 году, после переворота к власти пришел Мохаммед Ульд Абдель-Азиз, представляющий партию Союз за Республику. Большинство оппозиционных партий бойкотировало выборы.

## Партии
- Движение за Изменения (Action pour changement, APC)
- Собрание за Мавританию (Rassemblement Pour la Mauritanie, RPM-TEMAM)
- Альянс за Свободу и Демократию/Движение за Возрождение (Alliance pour la Justice et la Démocratie/Mouvement pour la Rénovation, AJD/MR)
- Народный Фронт (Front Populaire)
- Народный Прогрессивный альянс (Alliance Populaire Progressiste)
- Собрание за Демократию и Объединение (Rassemblement pour la Démocratie et l’Unité, RDU)
- Собрание Демократических Сил (Regroupement des Forces Démocratiques, RFD)
- Национальный Пакт за Демократию и Развитию (Pacte National pour la Démocratie et le Développement, ADIL, PNDD-ADIL)
- Республиканская Партия за Республику и Возрождение (Parti Républicain Démocratique et Renouvellement, PRDR)
- Союз за Демократию и Прогресс (Union pour la Démocratie et le Progrès, UDP)
- Союз Демократических Сил (Union des Forces Démocratiques, UFD)
- Союз Прогрессивных Сил (Union des Forces du Progrès, UFP)
- Союз за Республику (Union pour la république, UPR) — правящая партию после переворота 2008 года
- Партия «Таввасоул» (Исламистская, легализирована в 2007)

## Коалиции
- Национальный Фронт за Защиту и Демократию (Front national pour la défense de la démocratie, FNDD)

## Запрещённые
- Хизб ут-Тахрир
- Народная Партия Мавритании
- Партия Народного Авангарда
- Союз Демократических Сил